# آرشي نوكس
آرشي نوكس (بالإنجليزية: Archie Knox)‏ (1 مايو 1947 في المملكة المتحدة - ) هو مدرب كرة قدم ولاعب كرة قدم بريطاني في مركز الوسط. لعب مع دندي يونايتد ونادي سانت ميرين ونادي ألوا أثليتيك ونادي مونتروز لكرة القدم وفورفار أثلتيك ‏.

## وصلات خارجية
- آرشي نوكس على موقع قاعدة بيانات كرة القدم.إي يو (الإنجليزية)
- آرشي نوكس على موقع Soccerbase.com (مدرب) (الإنجليزية)